# Buffer Island
Buffer Island (von englisch buffer ‚Dämpfer, Puffer‘) ist eine hauptsächlich vereiste Insel vor der Fallières-Küste der Antarktischen Halbinsel. Sie liegt westlich des Wordie-Schelfeises und 15 km nordwestlich des Mount Balfour.
Erste Luftaufnahmen der Insel entstanden bei der Ronne Antarctic Research Expedition (1947–1948). Der Falkland Islands Dependencies Survey nahm 1958 Vermessungen vor. Das UK Antarctic Place-Names Committee benannte sie 1962 zunächst als Buffer Ice Rise, da sie den nordwestlichen Abfluss des Schelfeises behinderte, das sich somit zu einer vermeintlichen Eiskuppel auftürmte. Die wahre Natur dieses geographischen Objekts offenbarte sich 1989 durch den starken Rückgang des Wordie-Schelfeises, was zu einer Umbenennung führte.